# Reisfantasie
Een reisfantasie is een niet-realistisch verhaal van een reis, waarin elementen of gebeurtenissen voorkomen die in werkelijkheid onmogelijk zijn. 
De reisfantasie onderscheidt zich door haar niet-realistische karakter van het reisverslag, dat tot doel heeft een rapportage van een werkelijk gemaakte reis te geven. Ook is er verschil met het reisverhaal, waarbij de tijdens de reis beleefde gebeurtenissen of situaties meer op de voorgrond staan. Wel kan met name het reisverhaal onjuist of zelfs gefingeerd zijn. Het verschil is echter dat de in de reisfantasie beschreven geschiedenis onmogelijk waar kan zijn, en dat dit ook aan de tijdgenoten van de auteur reeds duidelijk moet zijn geweest.
Ten slotte is de reisfantasie een ander genre dan sciencefiction of "science fantasy". Wel is ook hierin het fantastische doorgaans prominent aanwezig, maar het reizen hoeft er geen rol in te spelen; belangrijker zijn bij dit genre technologische of natuurwetenschappelijke ontwikkelingen, vaak gesitueerd in de toekomst.

## Doelstellingen
De doelstellingen van een reisfantasie zijn dan ook niet, een reis of de wederwaardigheden ervan te beschrijven. De doelstellingen vallen in twee hoofdgroepen uiteen.

### Satire
In een satire wordt de alledaagse werkelijkheid bekritiseerd of gehekeld. De auteur kan deze kritiek de vorm geven van een reisverslag:
- omdat dat veiliger is — ogenschijnlijk worden niet de eigen overheid, maatschappij of collega's beoordeeld, maar vergelijkbare toestanden in een niet-bestaande en niet-bestaanbare situatie; ook als het de lezer duidelijk is dat hier de actuele situatie wordt gehekeld, zorgt de entourage toch voor voldoende afstand om de kritiek verteerbaar te maken;
- om een utopie te schetsen — de beschreven denkbeeldige situatie steekt gunstig af bij die in de werkelijkheid, of is zelfs ideaal; zij en geeft daarmee aan wat er aan die werkelijkheid verbeterd zou kunnen of moeten worden;
- om een dystopie te schetsen — de beschreven denkbeeldige situatie geeft juist een somber beeld, en is doorgaans als waarschuwing bedoeld: "Die kant gaat het uit met de maatschappij, als we niet waakzaam zijn!"

### Verstrooiing
- Verstrooiing of vermaak zijn het hoofddoel van vele publicaties, en de onmogelijke reis, met zijn verzonnen wezens, onbestaanbare gebeurtenissen en fantastische toestanden kan een beroep doen op de nieuwsgierigheid van de lezer, zijn fantasie prikkelen of zijn belangstelling gaande houden.
- Bevrediging van de nieuwsgierigheid en prikkeling van de fantasie zijn voor jeugdige lezers even belangrijk, zo niet belangrijker, als voor volwassenen. Er bestaan dan ook vele reisfantasieën voor kinderen. Soms is de grens tot beide leeftijdsgroepen moeilijk te trekken.

## Voorbeelden van reisfantasieën

### Satire:Gullivers Travels
Jonathan Swift was satiricus in hart en nieren. De satirische bedoeling van zijn Modest Proposal ("bescheiden voorstel") om het Ierse kinderoverschot te bestrijden door de kinderen als consumptievlees te verkopen, is overduidelijk een bittere aanklacht tegen armoede. Zijn reisfantasie, Gullivers Travels (1726), wordt vaak gelezen als fantastische avonturenroman, en bewerkingen voor kinderen zijn talrijk. Toch was dat niet de bedoeling van de schrijver: ook met dit boek wilde hij de misstanden in zijn eigen samenleving aan de kaak stellen. Zo maakt de reizende hoofdpersoon disputen mee tussen politieke groeperingen in een denkbeeldig land dat hij bezoekt. De felle strijd gaat om de vraag hoe men een gekookt ei gereed moet maken voor consumptie: door het te pellen of door er het topje af te slaan? De trivialiteit van het probleem is even groot als de ernst waarmee de strijd wordt gestreden, en de auteur suggereert dat dit ook in onze wereld wel het geval is.
In het vierde boek van Gullivers Travels wilde Swift nog een ideale maatschappij schilderen, belichaamd door de Houyhnhnms. Gesprekken tussen deze (niet erg overtuigende) hoogontwikkelde paarden en de primitieve menselijke reiziger leggen vele gebreken in de mensenmaatschappij bloot.

### Utopie:Utopia
Van Thomas More was in 1516 Utopia verschenen, dat zijn naam heeft gegeven aan een heel literair genre, niet alleen reisliteratuur. Het eerste boek is nog een kritiek op de stand van zaken in de eigentijdse maatschappij. In het tweede boek wordt echter het eiland "Utopia" ingevoerd, dat aan gene zijde van de Atlantische Oceaan ligt. Hier bestaan ideale toestanden: de steden zijn onderling gelijk in regels en gewoonten; roulatie van arbeidskrachten tussen stad en platteland zorgt voor een optimale landbouw; de vorst wordt verkozen — weliswaar voor het leven, maar mocht hij zijn onderdanen in slavernij willen brengen, dan wordt hij afgezet. Wijsheid en kennis zijn volop aanwezig, en de huizen hebben zowel een voor- als een achterdeur.

### Ongelooflijk entertainment:Munchausen
In 1785 kwam in Engeland een verhalenboek uit van de Duitser Rudolf Erich Raspe: The Surprising Adventures of Baron Munchausen. Raspe was een Duitser, die naar Engeland was geëmigreerd en zijn boek in het Engels uitbracht. De avonturen waren ongelooflijk en onmogelijk: de baron liet zich op een kanonskogel voortschieten om zich sneller te kunnen verplaatsen, en toen hij in een moeras dreigde weg te zakken, trok hij zich aan de eigen haren eruit. Overigens waren de verhalen niet geheel van Raspe zelf afkomstig: er was een werkelijke Baron von Münchhausen (wiens naam dus iets anders werd gespeld), die de gewoonte had fantastische verhalen te vertellen over zijn reizen. Wel voegde Raspe er avonturen aan toe.

### Avontuur:De reis om de wereld in tachtig dagen
De werken van Jules Verne hebben diverse doelstellingen en zijn uiteenlopend van aard. Voor zover zij reisverslagen behelzen, kunnen die duidelijk tot de sciencefiction behoren: Naar het middelpunt der aarde of De reis naar de maan zijn er voorbeelden van. Toch is hier sprake van een overgang naar de reisfantasie: Twintigduizend mijlen onder zee (1869—70) en De reis om de wereld in tachtig dagen (1872) kunnen beschouwd worden als reisverhalen, deels met een educatief doel, tegelijk vol spanning en avontuur, en ingegeven door nieuwe technologische ontwikkelingen uit de tweede helft van de negentiende eeuw. Maar het zijn nog steeds fantasieën.

### Kinderverhalen:Alice's Adventures in Wonderland
Verreweg het bekendste fantastische reisverhaal voor kinderen is Lewis Carrolls Alice's Adventures in Wonderland (1865), dat in zoverre een reisverhaal is, dat Alice in een andere wereld terechtkomt, waarin zij het ene merkwaardige wezen na het andere ontmoet. De auteur, de wiskundige Lewis Carrol], was echter evenzeer geïnteresseerd in logische problemen, de aard van betekenissen, en in het verschil tussen zin en onzin. Dit alles brengt hij op een voor kinderen én volwassenen onderhoudende wijze te berde, waarbij van avontuur naar ontmoeting wordt gereisd.

### Nederland:Erik of het klein insectenboek
In 1940 verscheen van Godfried Bomans Erik of het klein insectenboek, een verhaal voor jeugdige en oudere lezers dat schatplichtig is aan Alice in Wonderland. Ook hier komt de hoofdpersoon terecht in een andere wereld, zij het niet door een gat in de grond, maar via een schilderijlijst: hij wordt onderdeel van het natuurlandschap en reist van diersoort naar diersoort. Bomans had meer dan Carroll belangstelling voor barok, soms bewust pompeus taalgebruik. Dit houdt mede verband met de satirische inslag die dit werk kenmerkt: het verhaal keert zich tegen het snobisme, de pseudodeftigheid en de hebzucht te midden waarvan het onbedorven jongetje Erik voortreist. Deze eigenschappen, die aan de diverse dieren worden toegeschreven, zijn herkenbare verwijzingen naar de reële mensenwereld.